# Août 1874

## Événements
- 1er août : la Suisse décrète la mobilisation générale.
- 28 août, Canada : érection du diocèse de Sherbrooke. Antoine Racine en est son premier évêque.
- 30 août : Factory Act (dit loi « employeur et ouvrier ») qui limite la durée de travail dans les usines au Royaume-Uni. La rupture du contrat de travail par le salarié n’est plus passible de prison[1].

## Naissances
- 4 août : Pierre-Gaston Rigaud, peintre français  († 27 juin 1939).
- 9 août : Charles Hoy Fort, écrivain américain et chercheur paranormal († 3 mai 1932).
- 10 août : Herbert Hoover, futur Président des États-Unis.

## Décès
- 21 août : Barthélémy de Theux de Meylandt, homme politique belge (° 26 février 1794).
- 26 août : Julie-Victoire Daubié première bachelière de France, à Fontenoy-le-Château.
- 27 août : Eustache Januszkiewicz, écrivain, éditeur et libraire polonais (° 26 novembre 1805).